# Donáta (roman)
Donáta je družbeni roman slovenskega pisatelja Iva Zormana. Izšel je leta 1991 v Ljubljani pri založbi Prešernova družba.
Knjiga je poskus poročila o tem, kaj vse se je ljudem iz različnih družbenih razredov dogajalo in zgodilo v turbulentnih povojnih časih rušenja vseh prejšnjih družbenih institucij, ter kako je nova družbena resničnost posegla v njihove življenjske načrte.

## Vsebina
Zgodba se odvija v letih po drugi svetovni vojni v osvobojeni Jugoslaviji. Glavna oseba romana je Donata Vovk, hči slovenske meščanske družine v malem provincialnem mestu. Po vojni se poroči z mladim partizanskim poveljnikom delavsko kmečke provenience, Simonom Mulejem, ki so ga bili v prvih dneh po osvoboditvi iz komande mesta poslali stanovat k njenim staršem. Ljubezenska zveza med tema razrednima sovražnikoma je izhodišče za soočenje dveh resnic: revolucionarne, ki ji pripada polkovnik, in reakcionarne resnice meščanov, ki se želi še vedno ohraniti pri življenju. Donatini družini po vojni odvzamejo družinsko vilo Floro, Donatinega očeta Ignacija Vovka, nekoč uglednega odvetnika, ki sicer med vojno ni zagrešil nobene kolaboracije s sovražnikom, pa zaradi nevoljnosti podrediti se novi oblasti obtožijo na montiranem procesu. Spoznanega za krivega ga razlastijo in obsodijo na prisilno delo na Golem otoku. Simon, medtem povišan v vojaškega atašeja, skupaj z Donato preizkuša do zdaj nepoznani svet diplomatskih banketov v tujini. Po prihodu domov pa se naenkrat znajdeta v čeljustih politične čistke. Simon se mora soočiti z izgubo partijskega in revolucijskega zanosa, Donata pa z dejstvom, da niti ona ne zmore v celoti povrniti stvari v preteklo stanje.
Dogajanje romana je večinoma postavljeno v Kamnik, nekaj časa pa skupaj s protagonistoma preživimo tudi v povojnem Beogradu, Iškem morostu in na jugoslovanski ambasadi v Berlinu.
V romanu so zarisane vrste plastičnih človeških podob in podani izdelani ambienti različnih krajev. S svojim objektivnim popisom kronike neke družine in kraja nam lahko ponudi dodatna spoznanja in ugotovitve o notranjih vzgibih ljudi, ki so izvedli revolucijo, nekateri od njih pa na koncu postali tudi njene žrtve.

## Zbirka
Knjiga je izšla kot del redne letne zbirke Prešernove družbe.

## Ocene
Jezik romana je vseskozi vzoren, tekoč, izdelan in lahko berljiv, z njim pa avtor ustvarja napetost, ki pritegne bralca.
Kritiki so izpostavili, da gre za prijetno in vznemirljivo branje. Realistični slog, pogosto obarvan s sanjskimi reminiscencami, pa razkriva kot skozi tančico doživljaje oseb, ki so žrtve "gospostva malih oblastnikov". S svojo transparentno govorico in tradicionalnim posluhom je besedilo zavezano zdravorazumskemu premišljevanju in humanističnemu sentimentu. Brez poudarjenega etičnega angažmaja pa ne gre za roman, ki bi obtoževal, temveč za roman o usodnosti.